# Штатно-посадова категорія
Штатно-посадова категорія, шпк — військово-адміністративний термін, що визначає відповідність командних посад військовим званням. Наприклад, командир взводу — лейтенант або старший лейтенант, командир роти — капітан або майор, командир батальйону — підполковник, командир полку — полковник, командир дивізії — генерал-майор і т. ін.. Крім цього, посадова категорія також визначає норми забезпечення, оклад грошового утримання відповідно тарифного розряду ув'язаного до відповідного шпк, обсяг прав і дисциплінарної влади щодо підлеглих; з урахуванням посадової категорії здійснюється надання військовослужбовцю наступного звання.
У практиці України існує з часів УРСР-СРСР (існувало в штабній роботі Радянської армії і присутнє у ЗСУ). У збройних силах шерегу іноземних держав (Велика Британія, США та ін.) військовослужбовець, виконувач обов'язків вищої посади може отримати «тимчасове військове звання», що відповідає займаній посаді.
Кадровий менеджмент у ЗСУ має централізований тип, де розроблено алгоритм управління кар'єрою військовослужбовця. Цей алгоритм складається із характеристик посади в залежності від штатно-посадових категорій, етапів кар'єри військового, рівня його освіти й фахової підготовки; запроваджено паспорти посад. Що включає вимоги, визначає критерії для відповідного виконання обов'язків, бажаний досвід попереднього проходження служби. Створені дорадчі органи — комісії з відбору кандидатів до призначень на посади (для сержантського складу — Сержантська рада), атестаційні комісії, які складають рейтингові списки кандидатів для просування по службі, розглядають їх для надання рекомендації зарахування військовослужбовців до резерву; порядок розгляду кандидатів з урахуванням шпк. Весь облік всіх військових України має відомості про шпк, що внесено також і в автоматизований комплекс кадрової праці, статистичного аналізу кадрової діяльності щодо особового складу, в інформаційно-аналітичну систему (ІАС) «Персонал».